# Губернатор Тринидада и Тобаго
Пост губернатора Тринидада и Тобаго был введён в 1888 году, когда британские колонии Тринидад и Тобаго были объединены в одну, и упразднён в 1962, когда было объявлено о создании независимой республики Тринидад и Тобаго.

## Список губернаторов Тринидада и Тобаго
- Сэр Уильям Робинсон — 9 октября 1888—1891
- Сэр Фредерик Брум — 19 августа 1891—1897
- Сэр Губерт Эдвард Генри Джернингем — 2 июня 1897—декабрь 1900
- Сэр Корнелиус Альфред Малони — 4 декабря 1900—август 1904
- Сэр Генри Мур Джексон — 30 августа 1904—29 августа 1908
- Сэр Джордж Ратвен Ле Хунт — 11 мая 1909—январь 1916
- Сэр Джон Роберт Канселлор — 1 июня 1916—1921
- Сэр Сэмюэль Герберт Уилсон — 1 января 1922—1924
- Сэр Хорейс Арчер Бьятт — 22 ноября 1924—1930
- Сэр Альфред Клод Холлис — 22 марта 1930—1936
- Сэр Артур Джордж Мёрчисон Флетчер — 17 сентября 1936—1938
- Сэр Губерт Уинтроп Янг — 8 июля 1938—1942
- Сэр Бед Эдмунд Хью Клиффорд — 8 июня 1942—1947
- Сэр Джон Валентайн Вистар Шоу — 7 марта 1947—1950
- Сэр Губерт Элвин Ранс — 19 апреля 1950—1955
- Сэр Эдвард Битхэм — 23 июня 1955—1960
- Сэр Соломон Хочой — 4 июля 1960—31 августа 1962